# Région métropolitaine de Natal
La région métropolitaine de Natal (Região Metropolitana de Natal en portugais) fut créée en 1997 par la loi n°152 de l'État du Rio Grande do Norte, au Brésil. Elle regroupe 9 municípios regroupées autour de Natal, sur le littoral de l'État.
La région métropolitaine s'étend sur 2 519 km2 pour une population totale de 1 266 507 habitants en 2006.

## Liste des municipalités
| Région métropolitaine   | Région métropolitaine | Région métropolitaine |
| Ville                   | Population (hab.)     | Superficie (km²)      |
| ----------------------- | --------------------- | --------------------- |
| Natal                   | 789 896               | 170                   |
| Parnamirim              | 170 055               | 120                   |
| São Gonçalo do Amarante | 87 493                | 251                   |
| Ceará-Mirim             | 70 012                | 740                   |
| Macaíba                 | 63 333                | 512                   |
| São José de Mipibu      | 39 909                | 294                   |
| Extremoz                | 22 995                | 126                   |
| Nísia Floresta          | 22 814                | 306                   |
| Monte Alegre            | 21 094                | 200                   |
| Total                   | 1 266 507             | 2 519                 |